# Hill End (Durham)
Hill End – wieś w Anglii, w hrabstwie Durham. Leży 27 km na zachód od miasta Durham i 378 km na północ od Londynu.